# Valencin
Valencin település Franciaországban, Isère megyében. Lakosainak száma 2897 fő (2022. január 1.). Valencin Diémoz, Heyrieux, Saint-Georges-d’Espéranche, Saint-Just-Chaleyssin, Chaponnay és Saint-Pierre-de-Chandieu községekkel határos.

## Népesség
A település népessége az elmúlt években az alábbi módon változott:
| Lakosok száma | 575  | 972  | 1763 | 2418 | 2636 | 2713 | 2799 | 2879 | 2885 | 2897 |
|               | 1968 | 1982 | 1990 | 2006 | 2013 | 2015 | 2017 | 2019 | 2020 | 2022 |